# Petiniotia
Petiniotia es un género de fanerógamas perteneciente a la familia Brassicaceae. Comprende una especies. 
Está considerado un sinónimo del género Sterigmostemum M. Bieb.

## Especies
| - Petiniotia purpurascens (Boiss.) J.Leonard |